# 神的手指

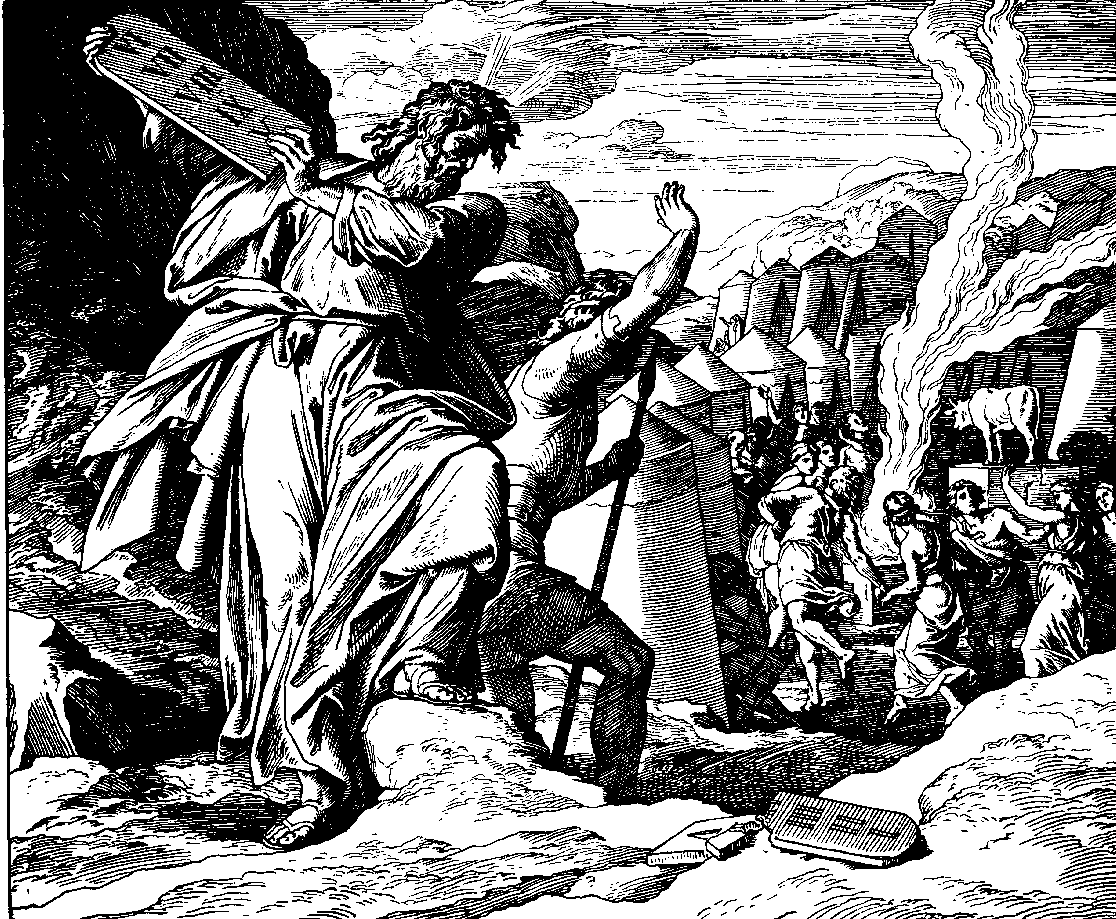
1860年，尤利乌斯·施诺尔·冯·卡罗尔斯费尔德（Julius Schnorr von Carolsfeld）所作木刻画中，摩西因金牛犊事件愤怒打碎由“神的手指”所刻写的十诫石版。

神的手指（转写为eṣba Ĕlōhîm）是一个源于希伯来圣经的短语，意指上帝的能力与权柄的象征性表现。该词汇在《出埃及记》中首次出现，后被翻译并沿用至基督教《圣经》中。
在出埃及记 8:16–20中，埃及的术士在遭遇瘟疫时，承认灾难是“神的手指”所致。在出埃及记 31:18及申命记 9:10中，该词语用以描述十诫是由上帝以“手指”亲自写在石版上的。
耶稣在《路加福音》中亦曾提及此词，用以说明他驱逐魔鬼的力量源自神的灵。
犹太教传统中，迈蒙尼德强调《妥拉》中对神的身体部位描述应视为隐喻；即，人类形体是以神的力量为原型，而非相反。
该短语象征上帝主权的直接介入，代表其神圣意志的彰显。在《新约》中，它被视为“神的灵”的象征（参见：马太福音 12:28）。因此，“神的手指”成为圣经中象征神力临现的经典用语。

## 希伯来圣经
“神的手指”首次出现于《出埃及记》第八章，当时耶和华命摩西吩咐亚伦使地上的尘土变成虱子：
耶和华对摩西说：“你吩咐亚伦：‘伸出你的杖，击打地上的尘土，使尘土在埃及全地变作虱子。’”他们就这样行了。亚伦伸手，用杖击打地上的尘土，就变成虱子，沾在人身上和牲畜身上；埃及全地的尘土都变成了虱子。行法术的也用邪术要生出虱子，却是不能；于是虱子在人和牲畜身上都有。行法术的就对法老说：“这是神的手指所为。”法老心里刚硬，不肯听他们，正如耶和华所说的。——出埃及记 8:16–20
第二次出现是在出埃及记 31:18：“耶和华在西奈山与摩西说完了话，就把两块法版交给他，是神用指头写的石版。”
第三次是在申命记 9:10中：“耶和华把那写着祂所说的一切话的两块石版交给我，是神用指头写的。”

### 壁上字迹
第四次出现是在《但以理书》第5章的伯沙撒宴会中，当时“有人的指头”在墙上书写：
מנא מנא תקל ופרסין‬
但以理将其解读为：“MENE——神已数算你国的年日，到此为止；TEKEL——你被称在天平里，显出你的亏欠；PERES——你的国分裂，归于玛代人与波斯人。”
“壁上字迹”（the writing on the wall）从此成为“凶兆”、“灾难即将来临”的代名词。

## 新约
希腊语表达（希臘語：ἐν δακτύλῳ θεοῦ，en dactylō Theou，意即“靠神的手指”）在新约中也出现于耶稣驳斥法利赛人对他靠“别西卜”驱鬼的指控时：
：“我若靠着神的手指赶鬼，这就是神的国临到你们了。”（路加福音 11:20）  
在平行经文《马太福音》12:28中，该短语被替换为“神的灵”，两者含义等同。
在《约翰福音》记载耶稣面对行淫妇人事件时，他亦曾“用指头在地上写字”（约翰福音 8:6）。本笃十六世教宗曾援引圣奥古斯丁的注解称，这一举动象征耶稣是新的“立法者”，正如神以手指书写律法。